# Lasiopogon actius
Lasiopogon actius là một loài ruồi trong họ Asilidae. Lasiopogon actius được Melander miêu tả năm 1923. Loài này phân bố ở vùng Tân Bắc giới.